# Aciphylla
Aciphylla är ett släkte i familjen flockblommiga växter.
De flesta arter förekommer i låga bergstrakter i Nya Zeeland och Australien. Från en stjälk utgår smala avplattade blad och små blad med taggar. Inom Aciphylla finns exemplar av han- och honkön. Blomställningen är ett klaselikt knippe. Dessa växter tål frost. Unga exemplar kan skadas av snäckor.

## Arter avAciphylla, i alfabetisk ordning[1]
- Aciphylla anomala
- Aciphylla aurea
- Aciphylla cartilaginea
- Aciphylla colensoi
- Aciphylla congesta
- Aciphylla crenulata
- Aciphylla crosby-smithii
- Aciphylla cuthbertiana
- Aciphylla dieffenbachii
- Aciphylla dissecta
- Aciphylla divisa
- Aciphylla dobsonii
- Aciphylla ferox
- Aciphylla flexuosa
- Aciphylla glacialis
- Aciphylla glaucescens
- Aciphylla gracilis
- Aciphylla hectori
- Aciphylla hookeri
- Aciphylla horrida
- Aciphylla indurata
- Aciphylla inermis
- Aciphylla kirkii
- Aciphylla latibracteata
- Aciphylla lecomtei
- Aciphylla leighii
- Aciphylla lyallii
- Aciphylla monroi
- Aciphylla montana
- Aciphylla multisecta
- Aciphylla pinnatifida
- Aciphylla polita
- Aciphylla poppelwellii
- Aciphylla scott-thomsonii
- Aciphylla similis
- Aciphylla simplex
- Aciphylla simplicifolia
- Aciphylla spedeni
- Aciphylla squarrosa
- Aciphylla stannensis
- Aciphylla subflabellata
- Aciphylla takahea
- Aciphylla traillii
- Aciphylla traversii
- Aciphylla trifoliolata
- Aciphylla verticillata

## Bildgalleri

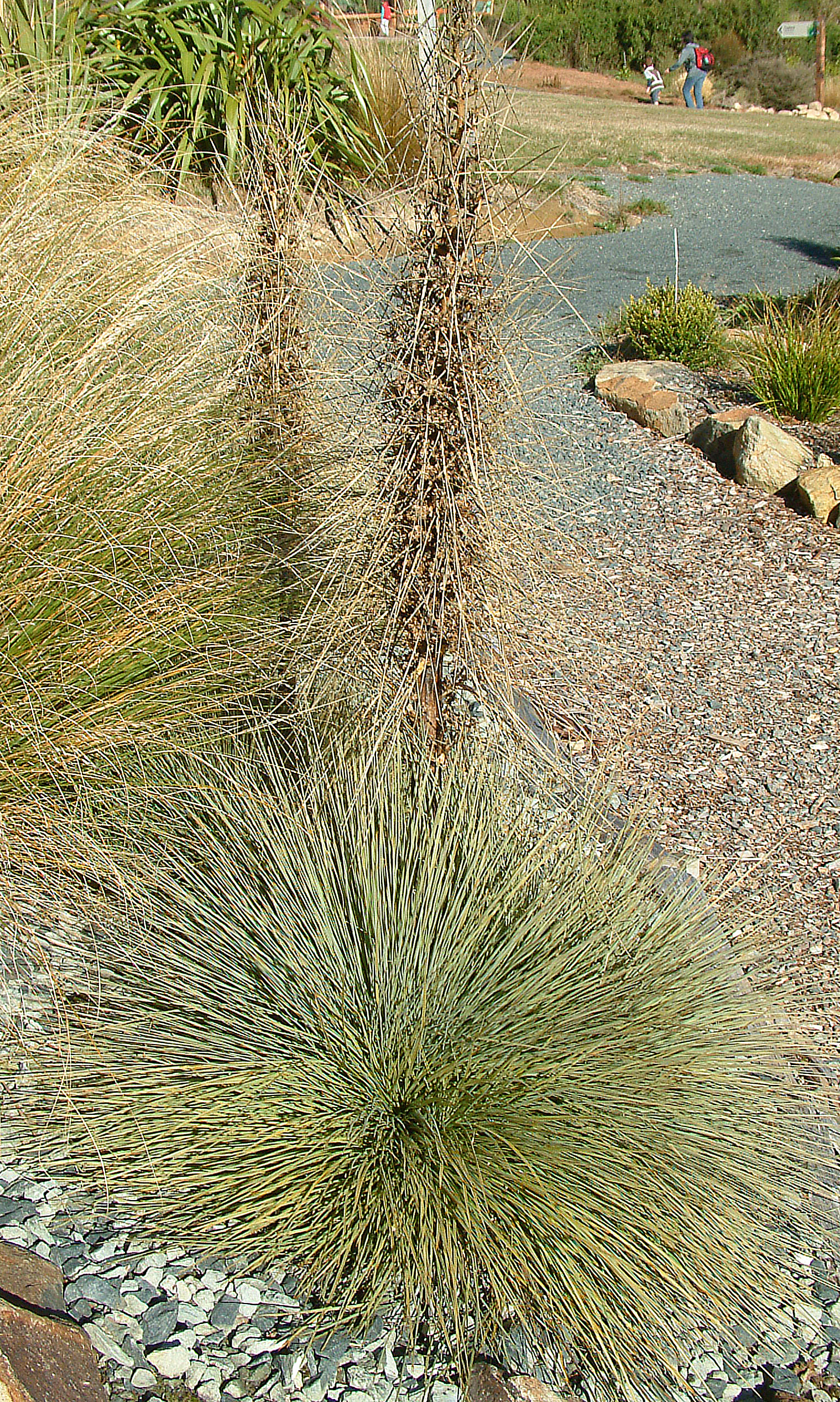
A. glaucescens
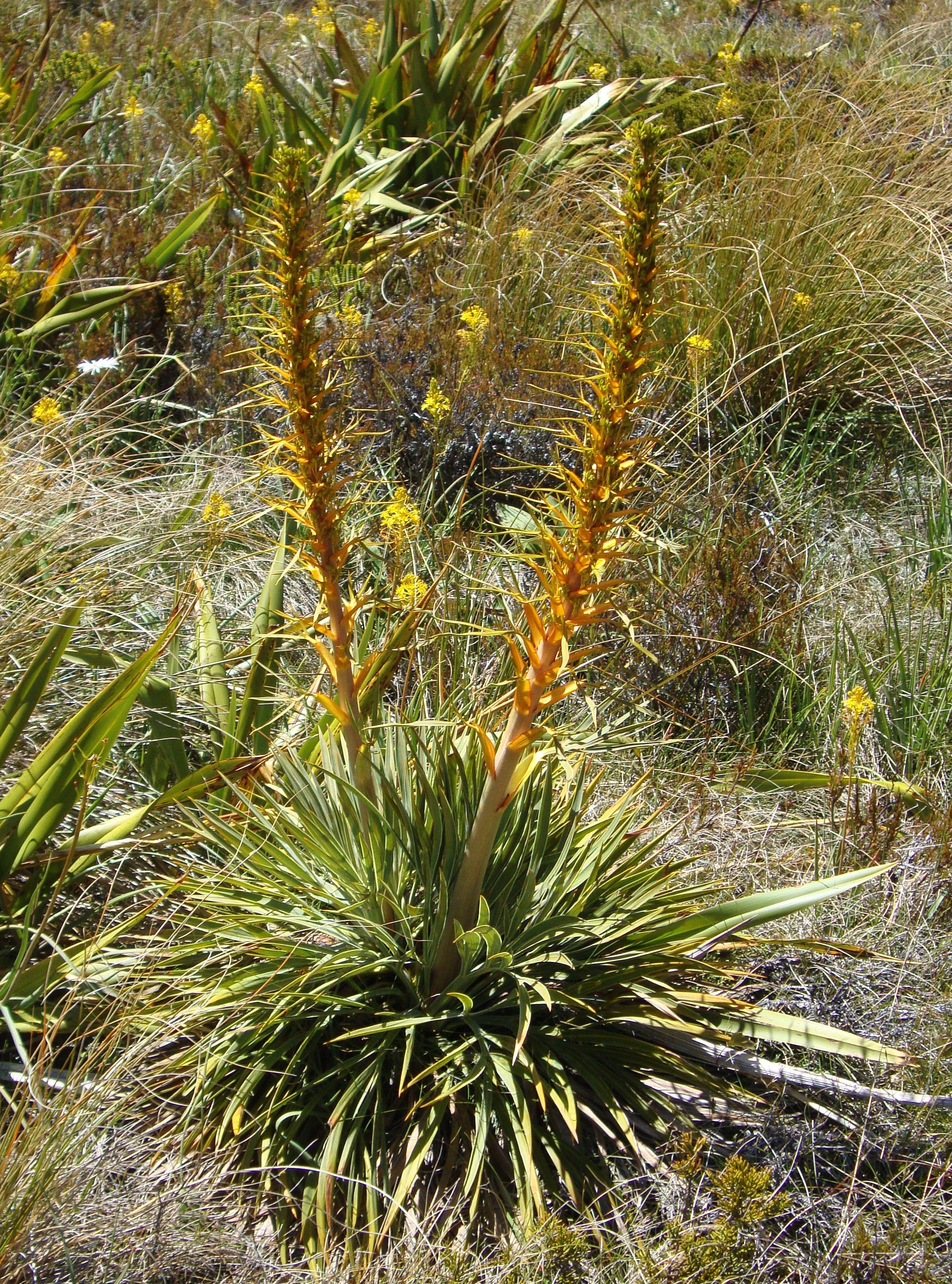
A. colensoi
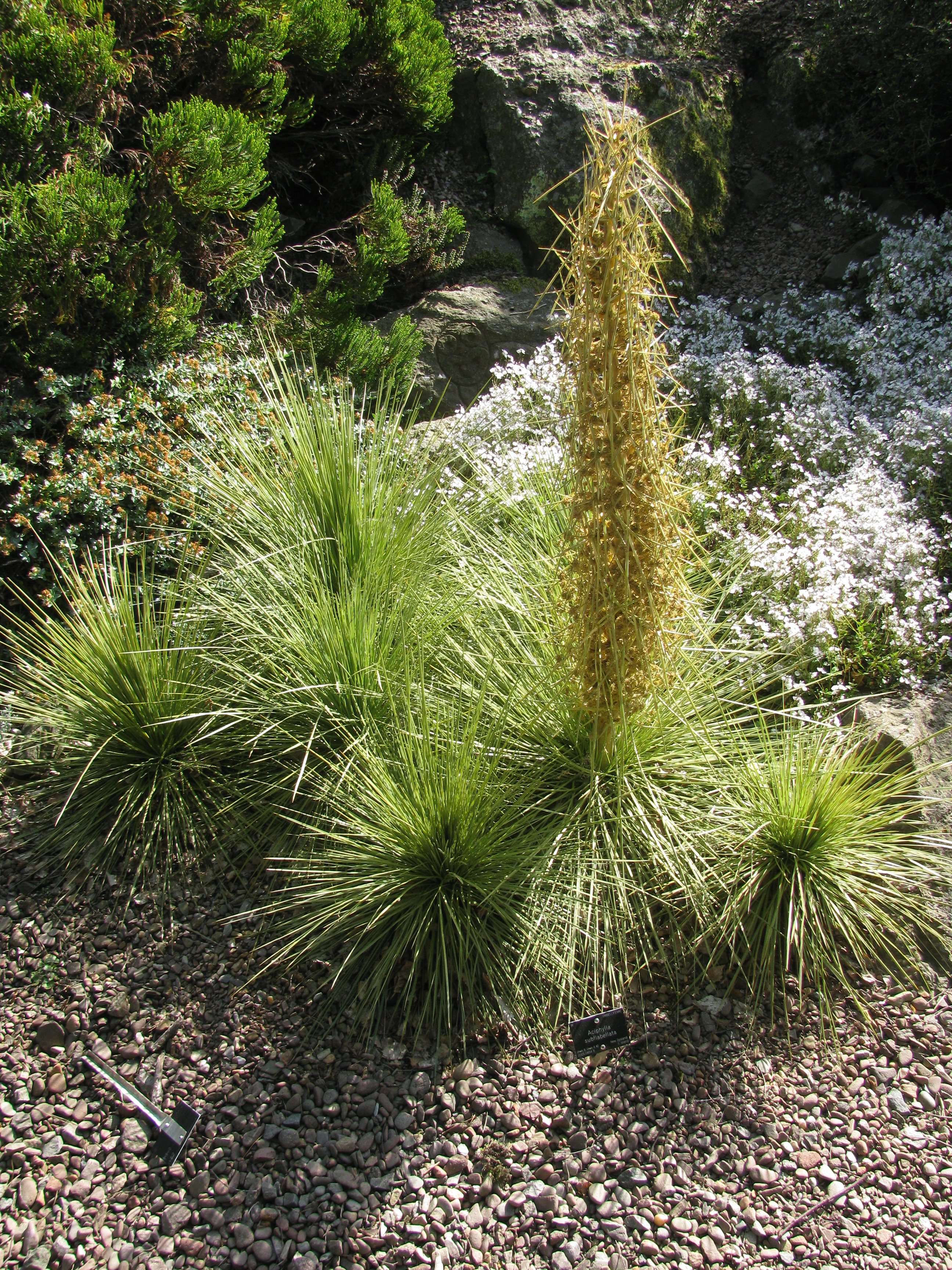
A. subflabellata
A. aurea